# Marina Abràmova
Marina Anatólievna Abràmova (Moscou, 1955) és una filòloga russa, especialista en literatura catalana. Es va doctorar en filologia romànica a la Universitat Estatal de Moscou (1986), amb una tesi sobre Tirant lo Blanc. Ha publicat nombrosos articles sobre l'obra de Joanot Martorell, i també ha estudiat Ausiàs March i Ramon Llull. Abràmova va ser l'editora de l'antologia Ogon i rozi. Sovreménnaia Katalonskaia poézia (1981) i la col·lecció d'articles Katalonskaia cultura vtxerà i segodnia (1997), i ha traduït al rus obres literàries de Salvador Dalí, poemes de Miquel Martí i Pol, i la novel·la El mar de Blai Bonet, i Tirant lo Blanch de Joanot Martorell.

## Biografia
Marina Abràmova va néixer a Moscou l'any 1955. Es va doctorar en filologia romànica, a la Universitat Estatal de Moscou (MGU) (1986), amb una tesi sobre Tirant lo Blanc. El 1979 va començar a ensenyar llengua francesa a la Universitat Estatal Lomonóssov de Moscou i a impartir cursos de literatura catalana, de teoria literària i d'història literària d'Occident, entre altres matèries. Com a especialista en literatura catalana, i sobretot en Tirant lo Blanc, ha participat en nombrosos congressos i simposis en diverses universitats de Rússia, Catalunya i d'altres països. És professora del departament de literatures estrangeres de la mateixa universitat i traductora del català al rus d'autors com Joanot Martorell, Quim Monzó o Jaume Cabré.
Cal destacar també la seva tasca com a difusora de la cultura catalana a Rússia amb llibres com ara l'antologia poètica titulada Ogon i rozi. Sovreménnaia Katalónskaia poézia (El foc i les roses. Poesia catalana contemporània) (1981) i el recull d'articles Katalonskaia cultura vtxerà i segódnia (La cultura catalana d'ahir i d'avui) (1997). Col·labora amb les ràdios Eco de Moscou i Ràdio de Rússia, com a traductora; de manera que els autors catalans han estat presents, també, en la radiodifusió.
Com a traductora ha incorporat a la llengua russa la poesia de Miquel Martí i Pol, la novel·la El mar de Blai Bonet i, en col·laboració amb Piotr Skobtsev i Galina Denissenko, Tirant lo Blanc de Joanot Martorell. També ha traduït els manifestos de S. Dalí, com el manifest groc.
Des de 2019 és sòcia d'honor de l'AELC. Amb motiu del Dia Internacional de la Traducció, l'Associació li va organitzar el 4 d'octubre un homenatge i li va lliurar el carnet de sòcia número 1500.